# 6. januar-diktaturet
6. januar-diktaturet (kroatisk: Šestosiječanjska diktatura, serbisk: Шестојануарска диктатура/Šestojanuarska diktatura, slovensk: Šestojanuarska diktatura,) var et kongeligt diktatur, der blev etableret i Kongeriget Jugoslavien af kong Alexander. Det varede fra 6. januar 1929, hvor kongen omgik parlamentet og tog direkte kontrol over staten, og varede frem til han blev snigmyrdet i Marseille 9. oktober 1934.